# مجلس الشورى اليمني (1988-1990)
أُنشئ مجلس الشورى اليمني الثاني عام 1988 في عهد الرئيس علي عبد الله صالح، رئيس ما كان يُعرف آنذاك بـ الجمهورية العربية اليمنية، كثاني مجلس تشريعي منتخب في تاريخ الجمهورية العربية اليمنية، التي قامت بعد ثورة 26 سبتمبر 1962 ضد حكم آل حميد الدين والمملكة المتوكلية في اليمن الشمالي. وقد انتُخِب المجلس بتاريخ 5 يوليو 1988م، بناءً على القرار الجمهوري الصادر في 7 يونيو 1987م، والقرار الجمهوري الصادر في 4 يونيو 1988م، استنادًا لنص المادة 46 من الدستور الدائم للجمهورية العربية اليمنية، والذي تم إقراره في 28 ديسمبر 1970. وكان قوام هذا المجلس 159 عضوًا، منهم 128 عضوًا منتخبين انتخابًا مباشرًا (ما يعادل 80% من أعضاء المجلس)، يمثلون 128 دائرة انتخابية، ولرئيس الجمهورية الحق في تعيين بقية الأعضاء وعددهم 31 عضوًا (ما يعادل 20% من أعضاء المجلس)، وفقًا لنص المادة نفسها من الدستور، وذلك لملئ الاحتياجات في التخصصات المطلوبة لنشاط المجلس، ليصبح العدد الإجمالي لأعضاء المجلس 159 عضوًا، يمثلون مختلف المناطق والاتجاهات والقوى السياسية في البلاد. وقد حل هذا المجلس محل مجلس الشعب التأسيسي المُعَيَّن، والذي تم تشكيله بموجب الإعلان الدستوري الصادر عن مجلس القيادة في الجمهورية العربية اليمنية برئاسة أحمد حسين الغشمي في 6 فبراير 1978 خلفاً لمجلس الشورى الأسبق (1971-1975) الذي تم تجميد نشاطه في 29 إبريل 1975، بعد قيام حركة 13 يونيو 1974م بقيادة الرئيس ابراهيم الحمدي.

## تكوين المجلس

### التشكيلة الأساسية للمجلس
في 5 يوليو 1988م، تم انتخاب 128 عضوًا انتخابًا مباشرًا، ويمثلون 128 دائرة انتخابية (أي ما نسبته 80% من مجموع عدد أعضاء المجلس)، فيما تم تعيين 31 عضوًا بالقرار الجمهوري رقم 4 لسنة 1988، الصادر بتاريخ 9 يوليو 1988، استنادًا لنص المادة 46 من الدستور الدائم والتي أعطت رئيس الجمهورية حق تعيين 20% من أعضاء المجلس.

#### الأعضاء المنتخبون
1- أحمد أحمد العقاب
٢- أحمد إسماعيل أبو حورية
3- أحمد حسن الطيب
4- أحمد عبدالدائم الطويري
5- أحمد عبد الله أبو منصر
6- أحمد علي الحيجنة
٧- أحمد علي حيدر صالح
8- أحمد علي القيري
9- أحمد علي محسن باشا
10- أحمد محسن النويره
١١- أحمد محمد الخياري
١٢- أحمد محمد صوفان
١٣- إسماعيل عبد الرحمن السماوي
١٤- الخضر عبدربه السوادي
١٥- جميل عبد الحميد الضباب
١٦ جميل غالب العديني
١٧ - حسن صغير يغنم
۱۸ حسن محمد عبد الرزاق
۱۹- حسن محمد المطري
۲۰- حسين محمد الجماعي
۲۱- حمود حمود عاطف
۲۲- حميد عبد الله العذري
۲۳ خالد مطهر الرضي
٢٤ درهم ناجي ابو لحوم
٢٥- زيد محمد أبو علي
٢٦- سلطان أحمد السامعي
۲۷- سلطان سعيد البركاني
۲۸- سلطان علي العرادة
۲۹- سلطان مهيوب السفياني
۳۰ سلیمان على الفرح
۳۱- سود أحمد هفج
۳۲- شعيب محمد الفاشق
۳۳- صادق عبدالله الأحمر
٣٤ صالح سعيد قعطبه
٣٥- صالح صالح العبدي
٣٦- صالح قاسم الجنيد
٣٧- صلاح حسين الأعجم
38- طاهر على سيف عبدان
٣٩- عبد الباسط علي أحمد علي
٤٠ عبد الجبار أحمد المجاهد
٤١- عبد الجبار علي السفياني
٤٢- عبد الجبار هائل سعيد
٤٣- عبد الحميد حميد النهاري
44- عبد الحميد نعمان قايد راجح
٤٥- عبد الرحمن عبد الله المحبشي
٤٦- عبد الرحمن محمد حميد
٤٧- عبد الرحمن محمد السالمي
٤٨- عبد الرحمن يحي
٤٩- عبد العزيز محمد الحبيشي
٥٠- عبد الغني حميد العامري
٥١- عبد الواحد حسن الربيعي
٥٢- عبد الولي أحمد الشرحبي
53- عبدالولي عبدالوارث الشميري
٥٤- عبد الوهاب أحمد الآنسي
٥٥- عبد الوهاب لطف الديلمي
٥٦- عبد الله حامس العوجري
٥٧- عبد الله علي المهدي
٥٨- عبد الله علي صعتر
٥٩- عبدالله محسن الأكوع
٦٠- عبد الله محمد الجائفي
٦١- عبد الله محمد حمزه
٦٢- عبد ربه حمود راجح بن سعد
٦٣- عثمان صالح العبسـي
٦٤- علوي محمد فارع الزريقي
٦٥- علي إبراهيم شوك
٦٦ علي أحمد الرصاص
٦٧- علي بغوي اصلع
68- علي راشد الوادعي
69- علي صغير شامي
٧٤- علي محمد مقرن
٧٥- علي محمد هازع
76- علي مقبل غثيم
۷۷- علي ناصر البخيتي
78- علي هادي محمد سعدان
۷۹- علي وهبان العليي
۸۰- علي يحي العماد
۸۱- عمر أحمد سيف الأغبري
۸۲- غالب أحمد مهدي علي
۸۳- غانم عبده العربي
84- قاسم إبراهيم حسن البحر
85- قايد شويط على شويط
٨٦- مانع علي غالب الصيح
۸۷- محجب عثمان محجب
۸۸- محمد أحمد الحبابي
۸۹- محمد أحمد المساوى
90- محمد أحمد علي المقالح
۹۱- محمد الحاج الصالح
۹۲- محمد حسن المعلم
93- محمد زيد علي عمران
٩٤- محمد صبار الجماعي
٩٥- محمد عبد الولي السماوي
96 - محمد عبد الله نايف أبو فارع
۹۷- محمد علاء الدين أمين النور
۹۸- محمد علي جيلان عابد
99- محمد علي حزام الذيباني
100 محمد علي عبد الله أبو لحوم
۱۰۱- محمد علي محمد عجلان
۱۰۲- محمد قاسم عمر حسين
١٠٣- محمد مثنى عبد الله الربيه
١٠٤- محمد محمد أحمد البحر
١٠٥- محمد محمد بشير
١٠٦- محمد محمد منصور
۱۰۷- محمد محمد آل قاسم
۱۰۸- محمد مشعوف الأسلمي
۱۰۹- محمد مشلي الرضي
۱۱۰- محمد ناجي الشايف
۱۱۱- محمد ناجي الغادر
112- محمد يحي عبده حسن
۱۱۳- محمد يحي منصر
١١٤- محمود علي مقبل سعيد
۱۱٥- منصور أحمد الصلوي
١١٦- مهدي صالح غالب الجعدي
۱۱۷- ناصر عبده عرمان
۱۱۸- ناصر محمد الشيباني
۱۱۹- نايف محمد الحميري
۱۲۰- يحي بدر الدين الحوثي
۱۲۱- يحي سهيل الحرجوج
١٢٢- يحي صغير المسعودي
۱۲۳- يحي علي أحمد الراعي
١٢٤- يحي مصلح مهدي
۱۲٥- يحي محمد العنسي
١٢٦- يحي مقبل يحي شملان
۱۲۷- يحي يحي الشبامي
۱۲۸- يوسف محمد الشحاري

#### الأعضاء المعينون
1- أحمد أمين نعمان
2- أحمد صالح الرعيني
3- أحمد عبد الرزاق الرقيحي
٤- أحمد علي المطري
5- أحمد قاسم دهمش
٦- أسد حمزه عبد القادر
7- حسين عبد الله العمري
8- حسين عثمان عشال
۹- حسين علي الحبيشي
10- حمود محمد بيدر
۱۱- سعيد محمد الحكيمي
۱۲- عبد الرحمن عبد الله مكرم
۱۳- عبد القوي حسين الحميقاني
١٤- عبد القوي محمد رشاد
١٥- عبد الكريم عبدالله العرشي
١٦- عبد الله ناصر الظرافي
۱۷- عبد الله ناصر الآنسي
۱۸- علوي حسن العطاس
۱۹- علي لطف الثور
۲۰- قاسم صالح المصباحي
21- محمد أحمد المحطوري
۲۲- محمد إسماعيل العمراني
۲۳- محمد حزام الشوحطي
٢٤- محمد سالم باسندوه
٢٥- محمد علي البدري
٢٦- محمد علي الغرباني
۲۷- محمد محمد السبلاني
۲۸- محمد محمد المطاع
۲۹- محمد يحي العاضي
٣٠- ناجي علي الأشول
۳۱- نعمان محمد المسعودي

### أجهزة المجلس
تضمن الباب الثاني من اللائحة الداخلية لمجلس الشورى الصادرة بالقانون رقم (3) لسنة 1971م وتعديلاته الجوانب المتعلقة بأجهزة المجلس الرئيسية وإجراءات تكوين ومهام كل منها.
وقد حددت المادة الثامنة أجهزة المجلس على النحو التالي:
1- رئاسة المجلس
2- مكتب المجلس
3- اللجنة الدائمة للمجلس (لم تشكل بسبب اعتراض غالبية الأعضاء)
4- اللجان المتخصصة

#### رئاسة المجلس
إستناداً إلى أحكام المادة (٥٦) من الدستور التي تنص على أن يختار مجلس الشورى في أول جلسة له من بين أعضائه رئيساً ووكيلين وأميناً عاماً لمدة المجلس.
وقد أسفرت نتيجة الانتخاب في الجلسة الأولى للمجلس المنعقدة في 12 يوليو 1988م، عن فوز القاضي عبد الكريم عبد الله العرشي رئيسًا للمجلس.

#### مكتب المجلس
يتألف مكتب المجلس وفقاً لنص المادة (۱۳) من اللائحة الداخلية من رئيس المجلس ووكيلين لرئيس المجلس والأمين العام والمستشار القانوني للمجلس.
وقد أسفرت نتيجة الانتخاب عن فوز سعيد محمد الحكيمي، ويوسف محمد الشحاري كوكيلين للمجلس وفوز علي مقبل غثيم بمنصب الأمين العام.
وبناء عليه فقد تألف مكتب المجلس على النحو التالي:-
- القاضي عبد الكريم عبد الله العرشي رئيساً للمجلس.
- سعید محمد الحكيمي وكيلاً للمجلس.
- يوسف محمد الشحاري وكيلاً للمجلس.
- علي مقبل غثيم أميناً عاماً للمجلس.

## مهام واختصاصات المجلس
- استنادًا الى نصوص الدستور الدائم لعام 1970م فإن مجلس الشورى هو السلطة التشريعية العليا للدولة وكان من مهامه الأساسية مراقبة أعمال السلطة التنفيذية.
- وفيما يلي أبرز المهام والصلاحيات التي أناطها الدستور الدائم بمجلس الشورى:
- اقتراح مشاريع القوانين واقتراح تعديلها، ومناقشة وإقرار مشاريع القوانين المقدمة إليه من قبل الحكومة، وكذلك مناقشة وإقرار الموازنة العامة للدولة وحساباتها الختامية.
- مناقشة وإقرار أو رفض القرارات الجمهورية بقوانين التي يصدرها رئيس الجمهورية في ظروف إستثنائية لا تحتمل التأخير.
- منح الثقة للحكومة أو حجبها عنها أو سحبها منها، ومناقشة ومساءلة الحكومة وإستجوابها، وتقديم توصيات للحكومة في المسائل العامة، والموافقة على اتفاقيات القروض التي تعقدها الحكومة.
- ترشيح وانتخاب رئيس الجمهورية، وكذلك انتخاب أعضاء المحكمة الدستورية العليا، وتعديل أية مادة من مواد الدستور.
- توجيه الاتهام لرئيس الجمهورية بخرق الدستور أو الخيانة العظمى، وإحالة الوزراء للمحاكمة بتهمة إرتكابهم الخيانة العظمى.
- الموافقة على إعلان الحرب أو حالة الطوارىء أو قبول الهدنة أو الصلح.

## دمج المجلس مع مجلس الشعب الأعلى في مايو 1990
استمر المجلس يمارس نشاطه التشريعي والرقابي في الجمهورية العربية اليمنية حتى 22 مايو 1990 وهو يوم إعلان الوحدة اليمنية بين شطري اليمن الشمالي والجنوبي، حيث تم دمج المجلس مع مجلس الشعب الأعلى الجنوبي استنادًا لاتفاقية الوحدة ولنص المادة (54) من دستور الجمهورية اليمنية (دستور الوحدة)، تحت مُسمى جديد هو مجلس النواب، بصفته مجلس مؤقت للفترة الانتقالية 1990-1993، برئاسة ياسين سعيد نعمان، وتعيين القاضي عبد الكريم العرشي عضواً في مجلس الرئاسة الذي تشكل يوم إعلان الوحدة من 5 أعضاء. وقد تحول مجلس النواب المؤقت المشكل في 22 مايو 1990 إلى مجلس نيابي دائم مُنتخب، من خلال انتخابات 1993، وهو مجلس النواب القائم حتى اليوم.

## طالع أيضًا
مجلس النواب
مجلس الشعب التأسيسي (1978-1988)
مجلس الشعب الأعلى
مجلس الشورى 2001
مجلس الشورى الأول (1971-1975)
المجلس الوطني (1969-1971)
المسيرة البرلمانية - مجلس النواب اليمني
خصوصية الحكم والوحدة: دراسة تحليلية - عبد الوهاب الروحاني (ص 157-168)